# Dobele (stad)
Dobele (Duits (historisch): Doblen) is een stad in Letland in de gemeente Dobeles novads. De plaats verkreeg stadsrechten in het jaar 1917.

## Geschiedenis
Dobele werd voor het eerst genoemd in 1254, toen het niet meer dan een houten fort was. Het fort werd vernietigd tijdens de Noordelijke Kruistochten. Op deze plek werd in 1335 een stenen kasteel gebouwd. Om dit kasteel groeide een kleine nederzetting, die uiteindelijk uitgroeide tot handelspost. In de daaropvolgende eeuwen groeide de stad verder. In 1927 werd de stad aangesloten op het spoornetwerk.

## Demografie
De bevolking van de stad bestaat voor het merendeel (75,5%) uit Letten. De belangrijkste minderheden vormen de Russen (14%), Wit-Russen (3,3%), Litouwers (2,3%), Oekraïners (1,8%) en de Polen (1,5%).